# Ibn Raixiq
Abu-Muhàmmad Abd-ar-Rahman ibn Raixiq al-Quxayrí (àrab: أبو محمد عبد الرحمن بن رشيق القشيري, Abū Muḥàmmad ʿAbd ar-Raḥmān ibn Raixīq al-Quxayrī), més conegut simplement com a Ibn Raixiq, fou emir de Múrsiya (1081-1088).
Apareix a la història quan era valí i àmil (governador militar) de Bilj (Vilches). Les tropes sevillanes del visir Abu-Bakr Muhàmmad ibn Ammar volien conquerir l'emirat de Múrsiya, i el 1078 van ocupar Cartagena. Es va produir un cop d'estat i Muhàmmad ibn Àhmad ibn Thir fou enderrocat i empresonat, sent substituït pel seu fill Abd-ar-Rahman Abu Abd-Al·lah ibn Muhàmmad. En la campanya del 1079 els sevillans van prevaldre a Mula, Alacant i Oriola, deixant Múrcia assetjada. Ibn Ammar va passar un temps amb Ibn Raixiq i es van fer amics i van planejar la conquesta de Murcia. La ciutat fou ocupada mercès a la traïció d'Ibn Rashik, el 1079 o 1081. Abd al Rahman fou fet presoner però es va poder escapar cap a València.
Ibn Ammar finalment es va declarar sobirà independent de Múrcia potser el 1081. Es va dirigir llavors contra Toledo, deixant a Múrcia com a virrei a Ibn Raixik, que el va trair i es va apoderar del tron. Ibn Ammar va fugir a Saragossa amb Yússuf ibn Àhmad al-Mútaman al servei del qual va entrar. La posició d'Ibn Raixiq era delicada: amenaçat per les lluites internes al regne de Múrcia, i per la pressió dels cristians que dominaven un castell aïllat, Aledo, a 45 km al sud-oest de Múrcia.
Després de la victòria almoràvit a la batalla de Sagrajas el 1086, Ibn Raixiq va haver de pagar un tribut simbòlic a Muhàmmad ibn Abbad al-Mútamid de Sevilla, però els cristians van romandre en possessió d'Aledo. Però el 1088 una segona expedició almohade dirigida per Yússuf ibn Taixfín va signar un tractat amb Sevilla pel qual Múrcia li seria entregada, i es va dirigir contra Aledo que va ser assetjada amb el suport dels seus aliats i vassalls d'al-Àndalus.
Ibn Raixiq va tractar de retardar el moment definitiu en què la ciutat havia de ser entregada als almoràvits, però sota l'acusació falsa d'haver ajudat als cristians assetjats d'Aledo, fou deposat i enviat presoner a al-Mútamid. Segurament fou empresonat (segons Ibn al-Khatib) i encara era viu quan els almoràvits van entrar a Sevilla el 1091 i el van alliberar, sense que es conegui la seva sort posterior.

## Nota
1. ↑  en unes fonts apareix 1079, en altres el 1081